# Comitatul Keweenaw, Michigan
Comitatul Keweenaw, conform originalului din engleză Lake County este unul din cele 72 de comitate din statul Michigan din Statele Unite ale Americii. Conform recensământului efectuat de United States Census Bureau în anul 2000, populația comitatului era de 2.156 de locuitori, cel mai slab populat comitat al statului. Sediul comitatului este localitatea Eagle River GR6.
Comitatul, este situat în partea extrem nordică a peninsulei superioare (în engleză Upper Peninsula), găsindu-se pe o peninsulă lungă și arcuită, omonima Peninsula Keweenaw, fiind înconjurat în trei părți de apa. Insula Isle Royale, situată aproape de coasta nordică a lacului Superior, care aparține   Canadei, este parte a comitatului.
Se spune că originea cuvântului Keweenaw este de origine native americană desemnând " un loc unde se fabrică sănii de lemn pentru transportul navelor pe uscat " (sau, în engleză portage) 

## Geografie
Conform Census 2000, comitatul avea o suprafață totală de 15.445,16 km² (sau 5.965,96 sqmi), dintre care 1.400,51 km2 (ori 540,97 sqmi, sau 9,07 %) reprezintă uscat și restul de 10.044,65 km2 (sau 5.424,98 sqmi, ori 90,93 %) este apă.
În esență, 90,932 % din suprafața comitatului constă dintr-o parte semnificativă din Lacul Superior, în timp ce doar 9,068 procente este de fapt uscat.  Isle Royale este partea cea mai nordică a comitatului.  Este cel mai mare comitat la est de Mississippi River.

## Populated places
| Orașe (Cities) | Localități neîncorporate (Unincorporated communities) |

Cantoane / Districte (Townships)
|  |  |  |

## Demografie
|  | Graficele sunt indisponibile din cauza unor probleme tehnice. Mai multe informații se găsesc la Phabricator și la wiki-ul MediaWiki. |

Date: Wikidata - grafică realizată de Wikipedia